# 我叔叔是金国友
“我叔叔是金国友”事件发生于中華人民共和國浙江省温州市永嘉县，是一起类似“我爸是李刚”的特權事件。2010年12月17日九时多，永嘉县瓯北镇罗中南路和双塔路的交叉口发生一起交通事故，一辆起亚轿车与一辆奥拓车发生擦撞。交警赶到现场后，发现驾驶员金建兄一身酒气，交警要求双方驾驶员配合进行酒精检测时，金建兄随即对員警破口大骂，后又以电话召集多人毆打交警，并宣称：“我叔叔是金国友，跟老子作对的话，非弄死你们不可！”
据网友调查，金国友曾任温州市永嘉县公安局副局长、交警大队大队长，但於2009年已退居二线。
12月20日下午五时许，金建兄在金国友的勸告下，向警方投案自首。20日晚，警方认定金建兄的行为已构成寻衅滋事和阻碍执行公务，决定将其行政拘留20日。